# The cabs
the cabs（ザ キャブス）は、日本のロックバンド。2006年に結成。2013年に解散、2025年1月に再結成した。

## 概要
2006年結成の首藤義勝、高橋國光、中村一太からなる3ピースバンド。バンド名の由来はDeath Cab for Cutie。2011年4月、1stミニアルバム『一番はじめの出来事』で残響レコードからインディーズデビュー。
音楽ジャンルは、ポストロック、ポストグランジ、ポストハードコア、オルタナティブロックなどが当てはまり、曲調はとても幅広い。共通した特徴として変拍子をふんだんに取り入れたバンドアンサンブルが挙げられ、楽曲のスピード感や楽曲の深度の増加に繋がっている。

### 楽曲制作
首藤は2013年のインタビューで「曲作りは高橋くんがギターのフレーズを持って来て、リズムを何となく合わせていって、セッション的なやり方で演奏を完成させてから僕がメロディをつけます。そのメロディに高橋くんが歌詞をつけるんです。」と語っている。

## メンバー

### 現メンバー
- 首藤義勝
  - ボーカル・ベース担当[6][注 2]。
  - ボーカルのメロディラインを手掛けるほか、初期には一部の曲で作詞も担当[9][10]。
  - 2007年からKEYTALKのメンバーとしても活動[6][注 3]。
  - 2023年から「千也茶丸」名義でソロプロジェクト活動を行う[12]。
- 高橋國光
  - ギター・ボーカル（シャウト）担当[6]。
  - 作詞や、楽曲の原型を手掛ける。
  - 2015年から「österreich」名義でソロプロジェクト活動を行う[13]。
- 中村一太
  - ドラム担当[6]。
  - 手数の多いドラミングが特徴である。そのため「爆撃機」と称されることもある[14]。
  - 2014年からplentyのメンバーとしても活動していた[15][注 4]。
  - 2018年から活動拠点をベルリンに移したが、2025年からthe cabsの再結成に伴い再び日本で活動を行なっている[17]。

### 旧メンバー
- 梶間久未
  - ボーカル担当[2]。
  - 2008年春頃から同年10月末まで半年間活動した[18]。

## 来歴
2006年、バンドを結成。

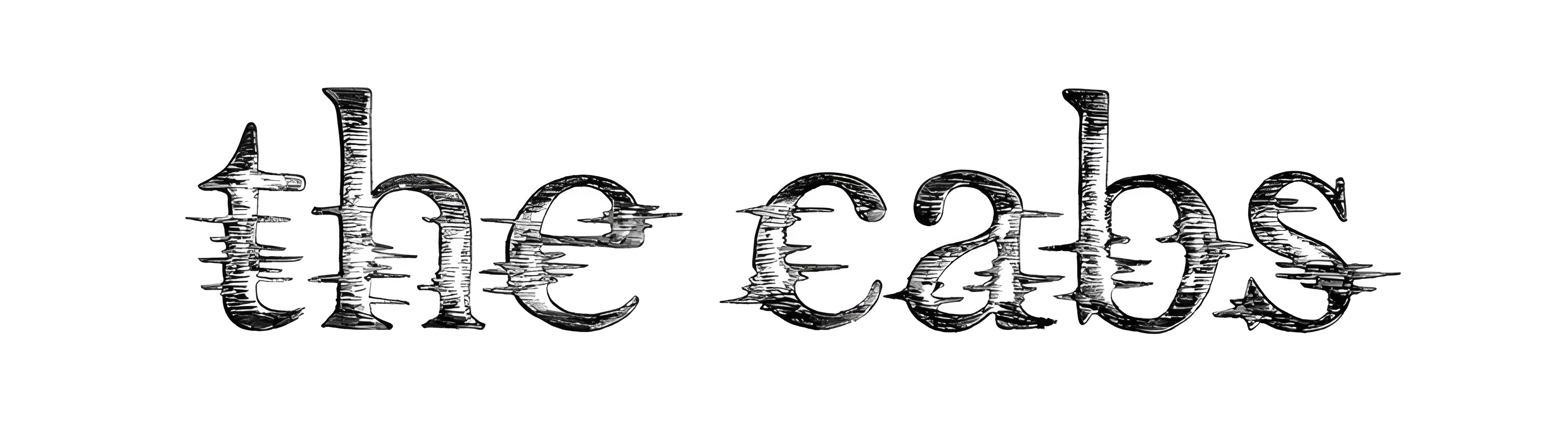
2025年再結成時のバンドロゴ

2011年4月、1stミニアルバム『一番はじめの出来事』を残響レコードから発売し、インディーズデビュー。
2011年12月、2ndミニアルバム『回帰する呼吸』を発売。
2013年1月、1stフルアルバム『再生の風景』を発売。
2013年2月上旬より高橋が失踪。その後連絡は取れたが音楽活動をできる状態になく、話し合いの結果同年をもってバンドを解散することとなった。
2025年1月9日、公式Xアカウントが開設され、再結成および活動再開が発表された。併せて、ライブツアー「the cabs tour 2025 “再生の風景”」の開催が告知された。

## ディスコグラフィ

### アルバム

#### ミニアルバム
|     | 発売日         | タイトル           | 規格 | 規格品番 | 収録曲 | オリコン最高位 |
| --- | -------------- | ------------------ | ---- | -------- | --- | -------------- |
| 1st | 2011年04月13日 | 一番はじめの出来事 | CD   | ZNR-105  | 全5曲 1. チャールズ・ブロンソンのために 2. 二月の兵隊 3. 僕たちに明日はない 4. haiku about kdyla 5. nicol kills nicolas for nicola 6. 九月は讃美歌による | 136位          |
| 1st | 2025年07月18日 | 一番はじめの出来事 | LP   | PMLP-001 | 全5曲 1. チャールズ・ブロンソンのために 2. 二月の兵隊 3. 僕たちに明日はない 4. haiku about kdyla 5. nicol kills nicolas for nicola 6. 九月は讃美歌による | 136位          |
| 2nd | 2011年12月14日 | 回帰する呼吸       | CD   | ZNR-116  | 全6曲 1. キェルツェの螺旋 2. camm aven 3. 解毒される樹海 4. カッコーの巣の上で 5. skór 6. 第八病棟                                                       | 98位           |
| 2nd | 2025年07月18日 | 回帰する呼吸       | LP   | PMLP-002 | 全6曲 1. キェルツェの螺旋 2. camm aven 3. 解毒される樹海 4. カッコーの巣の上で 5. skór 6. 第八病棟                                                       | 98位           |

#### フルアルバム
|     | 発売日         | タイトル   | 規格 | 規格品番 | 収録曲 | オリコン最高位 |
| --- | -------------- | ---------- | ---- | -------- | --- | -------------- |
| 1st | 2013年01月23日 | 再生の風景 | CD   | ZNR-127  | 全10曲 1. Leland 2. 花のように 3. anschluss 4. わたしたちの失敗 5. 地図 6. sarasa 7. ラズロ、笑って 8. purusha 9. Your eyes have all the answer 10. すべて叫んだ タワーレコード限定特典CD 1. キェルツェの螺旋 (Acoustic ver.) 2. 第八病棟 (Acoustic ver.) | 43位           |
| 1st | 2025年07月18日 | 再生の風景 | LP   | PMLP-003 | 全10曲 1. Leland 2. 花のように 3. anschluss 4. わたしたちの失敗 5. 地図 6. sarasa 7. ラズロ、笑って 8. purusha 9. Your eyes have all the answer 10. すべて叫んだ タワーレコード限定特典CD 1. キェルツェの螺旋 (Acoustic ver.) 2. 第八病棟 (Acoustic ver.) | 43位           |

### デモ作品
|      | 発表時期       | タイトル                          | 収録曲                                                                                    | 備考     |
| ---- | -------------- | --------------------------------- | ----------------------------------------------------------------------------------------- | -------- |
| 1st  | 不明           | pop fading / march#30             | 全2曲 1. pop fading 2. march#30                                                           |          |
| 2nd  |                | 42                                | 全1曲 1. 42                                                                               |          |
| 3rd  |                | path                              | 全1曲 1. path                                                                             |          |
| 4th  | 2007年8月      | story                             | 全1曲 1. story                                                                            |          |
| 5th  | 2006年10月16日 | 2songs Demo                       | 全2曲 1. Hello 2. Your Eyes Have All the Answer                                           |          |
| 6th  | 2009年8月      | いたいのいたいのとんでけ / タッチ | 全2曲 1. いたいのいたいのとんでけ 2. タッチ                                               |          |
| 7th  |                | スプーンの持ち方を笑う            | 全1曲 1. スプーンの持ち方を笑う                                                           |          |
| 8th  | 不明           | 3rd demo                          | 全3曲 1. チャールズ・ブロンソンのために 2. nicol kills nicolas for nicola 3. すべて叫んだ |          |
| 9th  |                | 二月の兵隊                        | 全1曲 1. 二月の兵隊                                                                       |          |
| 10th | 2009年10月09日 | kdyla EP.                         | 全3曲 1. haiku about kdyla 2. タッチ 3. チャールズ・ブロンソンのために                    | CABS-002 |

### 未発表曲
- isolated[32]
- 無題[32]
- Woodward[33]
- Joseph Carey Merrick[34]
- 革命しない[35]
- songbird[36][37]
- シャンソンを歌う女[38]
- いつまで[38]
- パズル[39]
- egon montage[39]
- ネフェルティティ[39]

### 参加作品
| 発売日        | タイトル                                      | 規格品番 | 収録曲             |
| ------------- | --------------------------------------------- | -------- | ------------------ |
| 2010年8月4日  | 残響record Compilation vol.2                  | ZNR-096  | カッコーの巣の上で |
| 2012年8月29日 | 残響record Compilation vol.3 -brightest hope- | ZNR-124  | 九月は讃美歌による |

## ミュージック・ビデオ
| 監督     | 曲名                                            |
| 高橋國光 | 「anschluss」「キェルツェの螺旋」「二月の兵隊」 |

## 主なライブ

### 出演イベント
- 2010年9月4日・5日・23日 - 残響sound tour 2010 at 池下CLUB UPSET、梅田Shangri-La、新宿LOFT
- 2011年5月5日 - 心響(HIBIKI) ROCK FES. 2011 at 新木場STUDIO COAST
- 2011年9月17日・19日・24日 - 残響祭 7th Anniversary at 名古屋CLUB QUATTRO、心斎橋CLUB QUATTRO、Shibuya O-EAST & duo MUSIC EXCHANGE
- 2011年10月14日 - MINAMI WHEEL 2011 at AtlantiQs
- 2011年12月30日 - ERA presents **年末 SEVEN DAYS 2011-2012!6** at 下北沢ERA
- 2012年1月28日 - 夢チカLIVE VOL.75 at 札幌KRAPS HALL
- 2012年4月14日 - FLYING POSTMAN PRESS LIVE at 札幌Sound Lab mole
- 2012年4月23日 - タワレコメン VS La.mamaメン at 渋谷La.mama
- 2012年6月2日 - SAKAE SP-RING 2012 at HOLIDAY SHINJUKU
- 2012年8月8日 - 888円で、ワチャれ! at 新宿LOFT
- 2012年9月1日・2日・16日 - 残響祭 8th ANNIVERSARY at いわき club SONIC、仙台CLUB JUNK BOX、Shibuya O-EAST & DUO MUSIC EXCHANGE
- 2012年10月5日 - VINTAGE LEAGUE TOUR 2012 “small change” at HEAVEN'S ROCK 宇都宮 VJ-2
- 2012年10月13日 - MINAMI WHEEL 2012 at Music Club JANUS
- 2012年10月19日・20日 - TWILIGHT RECORDS TOUR 2012 at アメリカ村DROP、池下CLUB UPSET
- 2012年12月1日 - CLUB ROCK'N'ROLL 20th ANNIVERSARY!!! 『mudy on the 昨晩の「歳末!都市圏パトロールツアー」キャベツ千切り地獄変!』 at 新栄CLUB ROCK'N ROLL
- 2012年12月28日 - COUNTDOWN JAPAN 12/13 at 幕張メッセ
- 2012年12月31日 - LIVE DI:GA JUDGEMENT 2012 at SHIBUYA O-WEST
- 2013年1月19日 - indigo la End presents エノンの恋人～番外編～ at 下北沢ERA
- 2013年2月16日 - スクイズメンnew single『アリス』 release party at 渋谷RUSH[注 7]
- 2013年2月27日 - 残響record presents.“ddn” at SHIBUYA O-nest[注 8]